# Rachel G. Fox
Rachel G. Fox, nome completo Rachel Giana Fox, nota anche come Rachel Fox (Lawrenceville, 23 luglio 1996), è un'attrice e cantante statunitense.
È nota per il ruolo di Kayla Huntington Scavo nella serie televisiva Desperate Housewives.

## Biografia
Nata a Lawrenceville, in Georgia, all'età di 4 anni Rachel Fox Si è trasferita a Westlake, in Ohio. Un anno dopo sua madre iscrisse lei e sua sorella in un programma teatrale per accertarsi che riuscissero a parlare al pubblico senza preoccupazioni. Ha cominciato la sua carriera facendo alcuni spot pubblicitari. È apparsa sui giornali di American Greetings, Target, e Joann Tessuti. All'età di 9 anni, Fox si trasferì in California.  Attualmente studia presso il Chaminade College Preparatory.

## Carriera
Fox è apparsa in alcuni episodi di Alias, Raven, iCarly e Hannah Montana. Ha anche doppiato alcuni personaggi del film Ant Bully - Una vita da formica, e del videogame Thrillville.
Ha svolto il ruolo di Kayla Huntington Scavo nella serie di successo Desperate Housewives dal settembre del 2006 fino al maggio del 2008, raffigurante la figliastra  sociopatica di Lynette e Tom Scavo.
Nel 2009 ha avuto il suo primo ruolo in un film  svolgendo il ruolo di Betsy Byotch nel film  Spork. Ha anche recitato nel film di Jim Sheridan Dream House, nel ruolo di Chloe Patterson, figlia di Ann Patterson e Jack (interpretati rispettivamente da Naomi Watts e Marton Csokas).
Fox appare  anche come  personaggio ricorrente nella sitcom della ABC Melissa & Joey.
Fox è anche una cantante, sta producendo il suo primo album [citazione necessaria]. Recentemente ha realizzato un video musicale per la sua canzone iShop. Ha anche prodotto una versione francese della canzone dopo aver goduto di una esperienza a Parigi.

## Premi
Tutti i premi (e relative nomination) sono stati ottenuti per la performance nella serie Desperate Housewives.
- Young Artist Awards
  - 2007 - Nomination Miglior giovane artista ricorrente in una serie televisiva
  - 2008 - Nomination Miglior giovane artista ricorrente in una serie televisiva

- Screen Actors Guild Awards
  - 2008 - Nomination Miglior cast
  - 2009 - Nomination Miglior cast

## Filmografia

### Cinema
- Spork (2010)
- Dream House, (2011)
- Una bugia per amore (Jewtopia), regia di Bryan Fogel (2012)

### Televisione
- Jimmy Kimmel Live!, episodio 4x116 (2005)
- Passions, episodio 1x1650 (2006)
- Hannah Montana, episodio 1x07 (2006)
- Alias, episodio 5x17 (2006)
- Raven, 2 episodi (2006)
- Desperate Housewives, 30 episodi (2006 - 2008)
- iCarly, 2 episodi (2008 - 2010)
- La complicata vita di Christine, episodio 5x06 (2009)
- Melissa & Joey, 7 episodi (2011 -2012)
- Vince Uncensored, film per la tv
- Private Practice, episodio 5x19 (2012)
- CSI: Cyber, episodio 1x8 (2015)

## Doppiaggio
- Ant Bully - Una vita da formica (2006)
- Thrillville (2006)

## Doppiatrici italiane
Nelle versioni in italiano dei suoi film, Rachel G. Fox è stata doppiata da:
- Giulia Franceschetti in Desperate Housewives
- Giorgia Locuratolo in CSI: Cyber
- Rossa Caputo in Dream House
- Tosawi Piovani in iCarly
- Sara Labidi in Private Practice